# اسکنبیل متورم
اسکنبیل متورم، اسکنبیل سازوئی (نام علمی: Calligonum junceum) نام یک گونه از سرده اسکنبیل است. این سرده در ایران ۱۲ گونه گیاه درختچه ای بیابانی دارد.